# 宸汐缘
《宸汐缘》（英語：Love And Destiny），2019年中国大陆古装玄幻爱情剧。由张震、倪妮领衔主演，爱奇艺于2019年7月15日首播。

## 劇情
戰神九宸萬年前為封印魔君而陷入沉睡後，突因少女靈汐的誤闖而甦醒。兩人在相處過程中，因彼此欣賞而漸生情愫。靈汐被發現身懷魔氣，而此魔氣恰是魔族靈藥，會解開魔君的封印，使魔君復甦，禍及天下眾生，此乃大忌，兩人感情從此命運波折。九宸不願枉殺無辜，頂住壓力，拯救靈汐，去除魔氣。靈汐在九宸的幫助下，從一个天真少女成長為帶領族人反抗魔君的領袖。兩人也在歷盡磨難後收穫爱情。正當兩人終於走到一起，享受甜蜜之際，魔君終於破出封印，禍害天下，蒼生陷入一片苦海。九宸面對天下安危，毅然肩負起戰神的責任，與魔君鏖戰數日，終於再次克制了魔君，守護了天下。

## 播出时间

### 首播
| 频道              | 所在地   | 播出日期      | 播出时间                 | 备注          |
| ----------------- | -------- | ------------- | ------------------------ | ------------- |
| 爱奇艺            | 中国大陆 | 2019年7月15日 | 星期一至五20:00更新2集   | VIP抢先看10集 |
| 愛奇藝台灣站      | 臺灣     | 2019年7月15日 |                          |               |
| Astro全佳HD       | 马来西亚 | 2019年7月19日 | 每晚 19:00 - 20:00       | 高清大剧      |
| 深圳卫视/湖北卫视 | 中国大陆 | 2020年1月26日 | 每晚 19:30 - 20:30       |               |
| HUB娛家戲劇台     | 新加坡   | 2020年2月21日 | 星期一至五 21:00 - 22:00 |               |
| lalaTV            | 日本     | 2020年8月21日 | 星期一至五 14:30-15:30   |               |
| 八大戲劇台        | 臺灣     | 2022年6月1日  | 星期一至五 22:00 - 23:00 |               |

## 演员列表

### 主要演员
| 演員 | 角色                            | 介紹 |
| 張震 | 九宸凡間化名:宋公子（靈汐稱呼） | 上神，擔任天族一品神位——司戰之神，為第四代戰神，居住於扶雲殿，修練地為從極淵，持有昆吾劍，修習十幾萬年，駐顏有術，樣貌看起來年輕。 五萬年前神魔大戰時，為封印魔君陷入沉睡於長生海冰殿中，也因此染上寒疾，卻被桃林小仙靈汐意外唤醒，真身為一條長著兩對翅膀的白龍。小時候父母雙親均在一次神魔大戰中逝去，而九宸亦被震碎心脈，天尊把女媧石給他作為他的心臟，並被天尊收為徒弟。 甦醒後，為保住元家不被逐出天族，對五萬年前神魔大戰之事不願多作回答且當眾銷毀最後一封至關重要的戰報，因而引發諸仙懷疑、猜測。 靈汐懷有魔氣，眾神皆欲誅之，九宸得知神農鼎可聚集天下萬物，於是為保靈汐，用自身女媧石心換取鎖妖塔鎮塔之物—神農鼎，並在紫雲台刺殺靈汐時，暗地以神農鼎聚集靈汐元神，將靈汐送入凡間歷劫，渡完三劫（生劫、情劫、死劫）便可洗去魔氣，重歸仙班。 在靈汐下凡渡劫時，冒著火精熄滅的風險照顧她，冒名與林家訂親的宋家公子，守護為凡人的林默。 第50集火精熄滅，天尊及時用神農鼎為其換回女媧石心而保住一命。 第60集，和景休一起被封印於幽冥之門後，三百年後和靈汐、念兒相聚。 |
| 倪妮 | 靈汐                            | 第一世(地仙）／第三世(上神）：靈汐 靈汐樂伯養女、翎月和陌歡之女。從小居住於桃林，樂伯醫仙因知她身懷魔氣，避免被天族及魔族發現，因此不允許她離開桃林，此舉卻反而令她對自由格外向往。親生父母為山靈國主翎月和樂伯師弟——陌歡，所以初期靈汐的真身雖為丹鳥，體內卻隱藏著鳳凰的力量，等待涅槃覺醒的一天。 第一世為地仙，神階由低至高依序為：小仙→地仙→天仙→上仙→天神→上神，以往在天宮內當差需為天仙以上等級，九宸破例將她收入扶雲殿做侍女，因此第一世在天宮中法力最弱、地位最低。 為了修復戰報前往南極仙洲欲借用水月鼎，卻誤打誤撞進入藏寶洞且被水月鼎認為主人，水月鼎認主後化為天恒神砂佩戴於靈汐右手上。 第10集，恢復戰報被元瞳發現而被打入洗仙池，因有天恒神砂而保住一命但身受重傷。 第21集，因養父樂伯醫仙被元瞳所殺，受到刺激而短暫顯現鳳凰之力，將元瞳擊退。 靈汐非常仰慕九宸，甚至為救九宸的心脈，在鎖妖塔內以自己的耳識向禍斗換取火精，讓其代替女媧石成為九宸的心，將火精藏於當初在長生海從九宸手中拿走的長生結中，在紫雲台行刑前，將藏有火精的長生結歸還九宸，之後火精被發現放入九宸身體，暫保九宸生命，並同時治好他的寒疾。 第50集，凡間歷劫歸來並從神農鼎中甦醒，因在凡間一次渡了三劫，又在生辰當日恰逢血月之夜死去，功力大增，一次晉升為上神，因此體內的鳳凰之力也跟著真正覺醒，此後真身化為鳳凰，歷劫歸來後修復回光鏡，於天君面前揭發元瞳在幽都山殘殺天兵並嫁禍醫官青瑤之事。 第51集，景休公布其公主身分，正式成為山靈族公主。 第52集，發現翎月國主吃的藥有問題，而找來青瑤幫忙，也因此獲得石婆婆信任。 第56集，成為山靈族國主。 第60集，為將景休封印於幽冥之門後，不得已將九宸一同封印門後，三百年後重新相聚。 |
| 倪妮 | 林默                            | 第二世（凡人）：林默/默默(九宸稱呼）／阿默(景休稱呼） 第24集下凡歷劫，名叫「林默」，被林家收養為長女，家人都喚她阿默。下凡期間，她生為一名聾啞人，因此家中的姨娘和妹妹也經常欺負她，祖母也對她非常嚴厲，身世極為坎坷，幸好其父很疼她。 因其生辰被認為是害太子病重之因，因而被官府捉拿，其父將她藏於別處並謊稱她溺水而亡，但官府不信，抓走妹妹並要求隔天要見到林默的屍體，否則便殺妹妹來代替。 第31集，其父為保全家，不得已將她迷昏並推入水中，此為她的生劫，因懷有魔氣並未被淹死，得知自己並非父親的親生女兒後，決定離家遠遊。 |

### 天族
| 演員        | 角色         | 介紹 |
| 李嘉铭      | 雲風         | 上神，居住於飛簾殿，九宸师弟。潇洒倜傥，细心體贴，喜歡青瑤。 五萬年前因醉酒而發動水災，事後救回大部分人，但有一人未能救回，該人正是青瑤下凡歷劫時的丈夫（桑南星君）。 因藥王誤以為玉梨仙子喜歡雲風，因此曾被天君賜婚於玉梨仙子，後因降伏妖獸有功，因而向天君請求解除婚約。 第48集為青瑤分擔其竄改醒神丹罪責，而被天君判處石封於自吾崖一千年，並早晚受雷刑之苦，由普化仙君執法。 第59集石像碎裂，眾神皆以為其仙殞，但其實是要假裝成九宸待在扶雲殿閉關，以此瞞過靈汐和眾神九宸困於縛靈淵底為封閉幽靈之門，因而被天君特赦解除石封。 |
| 海铃        | 元瞳         | 上仙，天族女将/武將，她愛慕戰神九宸，為了愛步步為營、不顧一切。 因元征曾寫信告知自己已被魔氣所侵，因此知道五萬年前神魔大戰真相，為保住元家榮耀，故意隱匿不報，發現靈汐將戰報恢復，因而痛下殺手，將其打入洗仙池。第13集看見自己的母親自盡在元征靈牌前，開始心生懷恨，想盡辦法殺害靈汐，陷害青瑶，會是靈汐和九宸感情的重大阻礙。 第21集，殺死樂伯醫仙。後被發現紫雲台天兵為其所殺，被關入鎖妖塔。在塔內誆騙禍斗，說當年祝融陷害他，教唆禍斗衝出鎖妖塔找祝融理論，在禍斗衝撞鎖妖塔時，發現鎮塔之物變成女媧石心，天雷趕來時，故意在其面前表現出抵擋禍斗衝撞而受傷，因此諸仙以為其護塔有功而被放出鎖妖塔，事後將女媧石心之事告訴天雷。後被天雷派去鎮守幽都山，因幽都山魔氣重，須吃醒神丹防止被魔氣入侵，之後發現自己的醒神丹無用，便猜到是青瑤所為，因此故意將自己無功用的醒神丹分給屬下，再將他們引到幽都山深處使他們被魔氣所侵，趁機殺害他們並借机揭發青瑤竄改醒神丹，使眾神誤以為是青瑤為報復元瞳，而害到其他天兵，實則其他天兵的醒神丹都是正常，僅有元瞳的被青瑤竄改。 第49集，發現攢心釘被盜，追查到凡間，察覺客棧有靈獸氣息，才看到此時在凡間渡劫的靈汐並未死（此時靈汐是凡間的林默），心有不滿追殺靈汐至魔君封印之地，將其打傷，而靈汐渡劫死後，在魔君灰飛煙滅之前，一縷魔氣進入元瞳身體。 第50集，靈汐渡劫歸來修復回光鏡，揭發元瞳於幽都山殘殺天將並陷害青瑤的事。 第51集，因屢次藐視天規、屠殺同道，被普化仙君剔除仙骨、除去仙籍，貶為凡人，流放於山靈界窮荒之地。 第57集，元瞳已然入魔，幫助魔尋找下一代魔君，唆使景休成為新魔君並前往縛靈淵打開幽冥之門。最終因長期待在縛靈淵被怨氣侵蝕，也化為縛靈淵中的一縷怨氣。 |
| 徐剑        | 元征         | 元瞳的哥哥，戰神舊部。五萬年前在神魔大戰中入魔，請求戰神將其所滅，因入魔者會牽連全族被罰，全族人皆會被除去仙身，逐出天族，流放於他界，死之前希望戰神能保住元家，不要讓其族人遭受此罪，九宸允之。 |
| 張海宇      | 司命         | 天宫司命星君，居住於司命殿，主管凡人命簿，看上去一本正经，實則幽默風趣，和十三為歡喜冤家。 |
| 那廣子      | 十三         | 上仙，鲛人族，個性大喇喇、不拘小節，法器為四千斤重的混金鐺。五萬年前是一尾男鲛也是九宸帳下的武將，名叫“石山”，因喜歡司命，加上鮫人族在五百歲時，可以重新選擇性別，因此最後決定作為女人，現為扶雲殿仙子。 第60集為阻擋景休前往山靈界而被景休重傷瀕死，魂歸鮫珠化為一條魚，三百年後重新化為鮫人，但已不記得之前的事。 |
| 黑子 (演員) | 天雷真君     | 天族司雷上神，居住於天雷殿，生性嫉惡如仇，心中只有是非黑白，因此個性十分剛愎自用、食古不化。天雷真君想成為戰神，只差最後一下的雷，但被靈汐誤放出的魔君坐騎——吞天獸干擾最終未能成立戰神，因此對靈汐懷有偏見，認為其和魔族有關。 雖與九宸是死對頭，但其行事作為皆為六界安寧，因元瞳告知女媧石心一事，發現九宸私盜神農鼎，不知九宸要拿神農鼎做何用，起初想將神農鼎放回鎮妖塔，但被九宸阻擋並跪下求天雷保密，天雷無奈，放棄搶回神農鼎，臨走前，告知九宸作為戰神，不要過於優柔寡斷，要以天下蒼生為重。 上告天君，九宸私盜神農鼎一事，天君表示早已知曉，並告知天雷他很看重天雷和九宸，要天雷反而要小心告知他女媧石心換神農鼎一事的人，不可以受到小人挑撥，離間君臣之情，因此事後將元瞳派去鎮守幽都山，使元瞳離開天宮。 第51集，因元瞳在前往凡間前，仍在其面前詆毀靈汐，被天雷痛罵一頓，並警告元瞳在凡間不可再肆意妄為，否則便讓她神魂俱滅，永世不得超生。 第60集成為第五代戰神。 |
| 黄海冰      | 天君         | 一位明君，為護天下蒼生，即便靈汐身懷神魔兩氣，但因秉性善良，願冒著風險，幫助九宸除去靈汐身有魔氣之事，並告知九宸，靈汐必須去除身上魔氣才能救她，告訴九宸神農鼎功用可拯救靈汐，但也警告九宸，若是私盜神農鼎被诸仙發現，他也無力保九宸，要九宸考慮清楚。 |
| 李棟        | 百扇仙君     | 常站立於天君旁，負責傳達天君命令。 |
| 陳鵬萬里    | 欽原         | 南極仙翁弟子，仲昊養子，喜歡寶青，得知仲昊要殺她，偷偷放走她。 為幫助仲昊報滅族之仇，因此離開南極仙洲，幫仲昊做事，後發現仲昊欲用翎月的鳳凰之血解開縛靈淵而打開幽冥之門，進而放魔族大軍擾亂六界，不忍魔族禍害天下，因此放走翎月，因此被仲昊關押，但後來憑己之力騙走侍衛成功逃出。 |
| 謝園        | 南極仙翁     | 居住於南極仙洲，欽原師父，水月鼎未認主前負責看管。曾幫翎月算出親生女兒靈汐未死，欽原離去前也算出他此去凶多吉少且師徒之緣已盡。 |
| 王歆霆      | 花煙         | 天仙，花煙本來是個凡人，後來經高人(此高人即為其師父——景休)指點，修習二萬年且歷經數劫，終於修練成仙，在扶雲殿當伺候人的小仙子。 為景休安插在天宮的人，幫景休偷走攢心釘，以此打開縛靈淵。 第53集因承認盜取攢心釘而被流放於山靈界窮荒之地，後因靈汐受九宸所托，因此將花煙留在身邊觀察。 第56集聽到寶青和景休的談話，知道是景休殺死翎月國主，後被黑蚩滅口殺害。 第60集，二世花煙再度由凡人修習成仙，成為扶雲殿管事仙娥，但不記得前世，為十方山白雲洞包鎖柱的大弟子，師祖為朱自在。 |
| 王慶祥      | 天尊         | 九宸和雲風的師尊，居住於天山，曾阻止九宸救靈汐，待九宸成功幫靈汐渡完劫成為山靈國主後，第57集因縛靈淵入口魔物躁動，與靈汐相見，幫助靈汐除去受了縛靈淵魔氣，並祝福九宸與靈汐婚約，本打算靠己重新封印幽靈之門，但被九宸發現，於是被九宸酒下迷神丹。 |
| 傅雋        | 普化仙君     | 掌管天族法規，和天雷真君交情較好。 |
| 高旭陽      | 杜羽         | 東海水君，愛慕天族女將/武將元瞳。知道元瞳所作所為，以言相勸，但並未對外揭發。 |
| 沈保平      | 彭仙人       | 上仙，做過山神也做過土地公，在凡間幫九宸做一個凡人身分證明，以此瞞過林默。 |
| 聶子皓      | 開陽         | 上仙，九宸的部下，喜歡玉梨。 |
| 徐文浩      | 含章         | 上仙，九宸的部下。 |
| 沈建宏      | 紫光         | 上仙，天雷的部下，小心眼又勢力。 |
| 趙毅劼      | 方升         | 上仙，天雷的部下。 |
| 魯佳妮      | 玉梨         | 上仙，天宮藥王的女兒，同樣是個愛慕戰神九宸的仙子，其他人故意找九宸麻煩時，她霸氣站出來怒嗆他們。為人善良，知道樂伯醫仙被元瞳殺死，在元瞳來治傷時，故意刁難她。因藥王誤以為她喜歡雲風，因此曾被天君賜婚於雲風，後因雲風與青瑤降伏妖獸有功，因而青瑤向天君幫請求解除婚約。 發現青瑤喜歡雲風，但一直不願意承認，因此多次旁敲側擊，要青瑤正視自己的心。 |
| 張岩        | 天宮藥王     | 元老夫人胞弟，玉梨的父親，曾誤以為女兒喜歡雲風，並向天君求賜婚。 |
| 張瑞珈      | 元老夫人崔氏 | 元征、元瞳之母，愛面子、好勝心強，將元家榮耀看重於一切，起初一直認為是九宸在五萬年前神魔大戰中被魔氣所侵，失了心志而屠殺所有天兵天將，因此對九宸不滿且懷恨在心，得知真相後，受到很大的刺激，自覺無顏待在九重天，於第13集自殺。 |
| 李唯楓      | 方駿桑南星君 | 上神，居住於披香殿，真身為南方大羅天的桑榆神木，五萬年前下凡歷劫時，為青瑤凡間歷劫時的丈夫，重歸九重天時，晉升為上神，知道青瑤已放下前世執念，現在喜歡雲風，主動退出追求並祝福她。 |
| 韓振華      | 從極淵仙翁   | 負責看守九宸的修練地——從極淵。 |
| 王汀        | 西王母       | 曾將解封後的吞天獸囚禁於化血池，欲化去其骨血，消滅於世間，但誤打誤撞被靈汐看見以為仲昊要殺吞天獸因而所救下，於是誤以為靈汐是妖女惡意破壞，並找到躲藏在南極淵的靈汐至天君那討說詞。 |
| 徐劍        | 禍斗         | 負責看管鎖妖塔，原為祝融坐騎，在一次神魔大戰中，受到祝融指令而離開戰場，被天族誤以為其為害怕而臨陣脫逃，因此被奪去五識，關入鎖妖塔。用火精和靈汐換耳識，後遇到元瞳，遭到元瞳誆騙，欲衝出鎖妖塔找祝融理論。九宸發現下凡歷劫的靈汐失去耳識，因此回到鎖妖塔向其討要靈汐的耳識，並告知禍斗，當年祝融為保住他，故意將他支走，其實那次大戰包含祝融在內並無人生還，禍斗知曉真相後，痛心萬分，並將得來的五識交給九宸，表示當初拿取別人五識只是想有天能找祝融當面問清原由，現在既已知曉真相也無須這五識了。 |
|             | 五碗         | 上古祥瑞神獸——白澤獸，第一世靈汐和九宸前往凡間辦事途中遇到，被九宸降伏並交由靈汐飼養，因每餐要吃五碗飯，被靈汐取名五碗。因全身長滿白毛像一隻小白狗，被第二世的林默取名小白，一同住在桃花小筑。像靈汐之前養的小狗，因此被靈汐當狗養，五碗也把自己當成狗，常學狗叫。第50集後，為了保護靈汐不被元瞳殺，因衝破九宸原對牠的禁制而恢復原本大小。 |
|             | 長右         | 鎖妖塔裡的小妖，跟在禍斗身旁，喜歡挑撥離間、搬弄是非，是個愛嚼舌根的牆頭草。 |
| 豆豆        | 念兒         | 三百歲，靈汐和九宸之女。 |

### 桃林
| 演員       | 角色 | 介紹 |
| 张芷溪     | 青瑶 | 上仙，樂伯醫仙徒弟，靈汐師姐，天宫药王洞医官，真身為九尾白狐。個性老成持重，外冷内热，總是替闖禍的靈汐收拾爛攤子。 五萬年前下凡歷劫時，和一同下凡歷劫的桑南星君結為凡間夫妻，但現已放下前世執念，現在喜歡雲風上神。 第12集，在洗仙池旁發現身受重傷的靈汐和被恢復的戰報，趕往功德殿，將戰報公諸於眾，揭發當年神魔大戰真相，也因而被元瞳怨恨。 第21集為了救靈汐，上紫云台用迷香迷了眾天兵，並未殺害任何人卻被元瞳誣陷，讓天君下達命令緝拿，在跟元瞳對戰時受傷，醒來後得知師傅仙殞很是傷心。 為報復元瞳殺死樂伯醫仙，故意將元瞳的醒神丹製成無功用的丹藥，第47集被元瞳揭發篡改醒神丹，因而被處以二百神鞭之刑，廢去一半修為。 |
| 李彧(演员) | 樂伯 | 青瑶和承妟的師傅，靈汐的養父，靈汐親生父親陌歡的師兄。五萬年前於幽都山撿到靈汐，發現靈汐身懷魔氣，因此為照顧及藏起靈汐拋下天職專心在桃林照顧靈汐。 第21集被仲昊打重傷，最後被元瞳殺害。 |
| 袁昊       | 承晏 | 青瑶的弟弟，真身是一隻紅狐狸。性情跳脱，行事利落。與靈汐一起长大。第11集發現花蓼精，將其帶回桃林。 第21集為了讓靈汐和師傅逃命而受重傷。 |
| 余籽璇     | 花蓼 | 為一株花蓼精，承晏於第11集採藥時發現，說服花蓼與他一起回桃林，化為人形時，其頭髮即為其葉子，因此痛恨別人拔她葉子，害她頭髮越來越少。 |
| 崔鹏       | 陌歡 | 丹鳥一族，翎月丈夫、靈汐生父，樂伯醫仙師弟，五萬年前被垣渡派人所殺。 |

### 山靈族
| 演員   | 角色     | 介紹 |
| 李東學 | 景休     | 50集前為天神，51集渡過心劫，飛升為上神，山靈族國師，玄鳥一族，花煙的師父，為人亦正亦邪。 幼時曾被垣渡脅迫偽造父親通魔一事，導致全族被滅只剩下景休一人。曾與翎月聯手推翻其父垣渡，因翎月告知已將垣渡殺死，因此用狠绝手腕和坚毅决心全心辅佐国主翎月，心思缜密。後發現垣渡未死，被關在縛靈淵，便執著於滅族之仇，一心期盼能親手殺死前山靈國主垣渡為家人報仇，因此想盡辦法都要打開縛靈淵殺死垣渡，替族人報仇。 第21集發現靈汐展現的鳳凰之力，確認其為山靈族真正公主。 後告知與翎月國主她的女兒未死發現是靈汐，但因翎月來不及阻止，以為靈汐死去，遭此被翎月怨恨，被關押，仲昊得知景休被關押，派魔族攻打山靈族，為救百姓，被仲昊抓，於是被仲昊弄瞎雙眼，並被鳳凰骸骨製成的白骨釘封住法海，只有鳳凰一族才能拔出，之後重傷逃入凡間，遇到林默，被她所救，白骨釘也無意間被她拔出，眼瞎期間對林默身分感到好奇。 喜歡林默，雖知林默喜歡九宸，但不願林默渡劫後死去並以靈汐身分重生，故阻止林默渡劫。為保住林默生命，用自己的命珠為她續命，並承擔她歷劫時所要承受的痛苦。 第49集在縛靈淵殺死仲昊和垣渡。 第51集，因暗中協助仲昊開啟縛靈淵以此可進入殺垣渡，擔憂翎月國主甦醒會對其懲戒，因此命人要使她不能甦醒而一直沉睡著。 第55集殺死剛甦醒的翎月國主。 第56集為防止寶青將殺死翎月國主的事告訴靈汐而將其殺害，花煙找其理論，景休命黑蚩將花煙滅口，後被九宸發現是他殺死翎月國主而開始逃亡。 第57集受元瞳教唆而成為第五代魔君。最後被九宸和靈汐合力封印於幽冥之門後。 |
| 劉芊含 | 翎月     | 上神，山靈族國主，鳳凰一族，陌歡之妻、靈汐生母。雖為國主，却是温婉善良、柔弱不决的性子且沉浸於五萬年前喪夫失子之痛，因此無心於國事，很多事情都被山靈族國師景休操控，不過他也是為了輔佐她。 從南極仙州得知靈汐還存活於世，開始尋找親生女兒。親眼看見失散5萬年的女兒被九宸刺殺而魂飛魄散，憤怒之下刺了一劍於九宸身上，並禁止九宸踏入山靈界一步，也認為景休當年是故意騙她靈汐已死，害她來不及救女兒，因此宣布國師的八大罪，將其幽禁於禁域。 後仲昊攻打山靈族被俘，仲昊以攝魂術控制，最後在欽原幫助下解開攝魂術，並知道仲昊要用她的血打開縛靈淵，第48集逃跑中，為避免被仲昊抓回去利用而跳入縛靈淵。 第51集，因之前被攝魂術長期控制，加上在縛靈淵被仲昊和景休所傷而神魂重創導致昏迷不醒，昏迷期間又服用被景休命人暗中開的追仙散，此藥會使神魂安逸而難以甦醒，第52集，被靈汐發現服用的藥有問題。 第55集景休答應不會傷害靈汐和寶青後，翎月便自行將命珠取出交由景休，由景休毀掉而死去。 |
| 劉穎倫 | 寶青公主 | 地仙，山靈族國主養女，喜歡景休。為人心狠手辣、飛揚跋扈，有宮女因討論她是國主的養女，該宮女其後消失。 曾被仲昊幽禁於禁域，被欽原偷偷放走，逃跑中被魔族重傷，命珠出現裂痕，命危在旦夕，景休及時出現將其醫治。 第54集和貼身侍女阿麗無意間聽到景休要殺翎月國主，本想告訴石婆婆，卻又不想說出後而害了景休，因此放任景休殺死翎月國主，但也因此傷心欲絕、心神不寧。 第56集因不滿靈汐做國主，而打算將景休殺死翎月國主的事告訴靈汐並藉此機會殺死靈汐，卻被景休搶先一步滅口。 |
| 杜奕衡 | 赤鷩     | 山靈族將軍，對景休忠心耿耿。 第57集為使景休逃離九宸的追捕，而被開陽所殺。 |
| 杜和倩 | 石婆婆   | 翎月國主的心腹，服侍和忠於翎月國主，第55集赤鷩被所殺。 |
| 姬曉飛 | 昶亭     | 天神，六萬歲，聰慧仁厚為新一任山靈族國師。最後由靈汐舉薦成為新任國主。 |
| 楊紅武 | 巫       | 山靈族男巫醫，曾勸景休風頭不要強過翎月，畢竟翎月才是山靈族國主，山靈界真正的主人。景休被仲昊所抓時，出現解救他。 |
| 王婷   | 小福     | 靈汐成為公主後，在一旁服侍的婢女，後與花煙共同服侍靈汐。 |
| 麻駿   | 垣渡     | 上一任山靈族國主，翎月的父親。脅迫景休出賣其族人，再趁機滅了景休一族。因山靈國主不能和外族通婚，而翎月將來是要繼承國主位置，因此反對翎月和陌歡在一起並派人將陌歡殺死。後被景休和翎月聯手篡位奪權，翎月對外宣傳垣渡已死，但其實是被翎月關在縛靈淵。 第49集，在縛靈淵被景休殺死。 |

### 魔族
| 演員   | 角色   | 介紹 |
|        | 無支祁 | 第四代魔君，第50集因靈汐渡完劫，因此其身上的魔氣消散，導致魔君灰飛煙滅。 |
| 薛皓文 | 仲昊   | 烈夷遺腹子，因烈夷入魔，導致全族被除去仙身，流放於山靈界，被景休追殺時，與族人無路可退，最終入魔，第49集被景休所殺。                                                                       |
| 雯昭   | 黑蚩   | 撼山族，表面上幫仲昊做事，實則為景休的人。 第51集景休命其掌管山靈族天息宮守衛大權，使山靈族人不滿。 第56集，受景休之命將花煙殺害滅口，後也欲殺阿麗滅口，開陽趕到將其救下，黑蚩被開陽所殺。 |
|        | 吞天獸 | 為魔王的坐騎，只親近魔王，神魔大戰後被封印，因靈汐懷有魔氣誤將其解封，為保護靈汐，被仲昊所殺，仲昊也因此修復魔刀。                                                                         |

### 凡間
| 演員   | 角色          | 介紹                                                                                                   |
| 侯長榮 | 林少海        | 為靈汐下凡渡劫時的父親，將林默從慈幼局抱回林家，對她疼愛有加。                                         |
| 唐群   | 高氏/林老夫人 | 為靈汐下凡渡劫時的祖母，不是很喜歡林默，但林默離家後卻很思念林默。                                     |
| 林靜   | 楊氏/佩雲     | 林少海元配，為靈汐下凡渡劫時的母親，前期因林默患有耳疾而一直無法接受她，後感受到林默孝心，逐漸接受她。 |
| 楊智迪 | 二太太/淑梅   | 林少海二房，不喜歡林默。                                                                               |
| 高煜霏 | 林綻          | 二小姐，林少海二女，討厭林默。                                                                         |
| 陳瑩   | 關大娘        | 凡人，很照顧林默，曾幫林默相親。                                                                       |
| 任洛敏 | 孫大夫        | 凡人，曾治療重傷的景休，收林默為徒，教其醫術。                                                         |
| 崔航   | 沈裴書        | 教書先生，關大娘推薦林默的對象。                                                                       |
| 隋詠良 | 朱自在        | 修士，九宸在凡間收的徒弟。三百年後為二世花煙師祖。                                                     |
| 徐凌晨 | 包鎖柱        | 修士，朱自在的徒弟，也是九宸在凡間收的徒孫。三百年後，成為十方山白雲洞包真人，為二世花煙師父。         |
| 李唯楓 | 方駿          | 渭縣方公子，前世為青瑤五萬年前歷劫時的丈夫，實則為桑南星君。                                           |

## 電視劇歌曲

### 中國大陸
| 曲序 | 曲目                 |        | 作曲   | 演唱           | 时长 |
| ---- | -------------------- | ------ | ------ | -------------- | ---- |
| 1.   | 是緣（主題曲）       | 段思思 | 譚旋   | 楊宗緯         | 4:35 |
| 2.   | 雲上的傻瓜（插曲）   | 段思思 | 譚旋   | 陸虎           | 3:43 |
| 3.   | 水從天上來（插曲）   | 劉暢   | 譚旋   | 張碧晨、鄭雲龍 | 4:55 |
| 4.   | 解憂（插曲）         | 劉暢   | 譚旋   | 張靚穎         | 4:14 |
| 5.   | 鳥語林（插曲）       | 劉暢   | 單喻龍 | 雙笙           | 4:19 |
| 6.   | 雲上的傻瓜（宣傳曲） | 段思思 | 譚旋   | 李嘉銘         | 3:41 |

## 外部連結
- 电视《宸汐缘》的新浪微博
- 豆瓣电影上《宸汐缘》的資料 （简体中文）
- 宸汐缘-爱奇艺小说 （页面存档备份，存于）
- 台灣八大電視官方網站（繁體中文）